# Hồi hương vàng

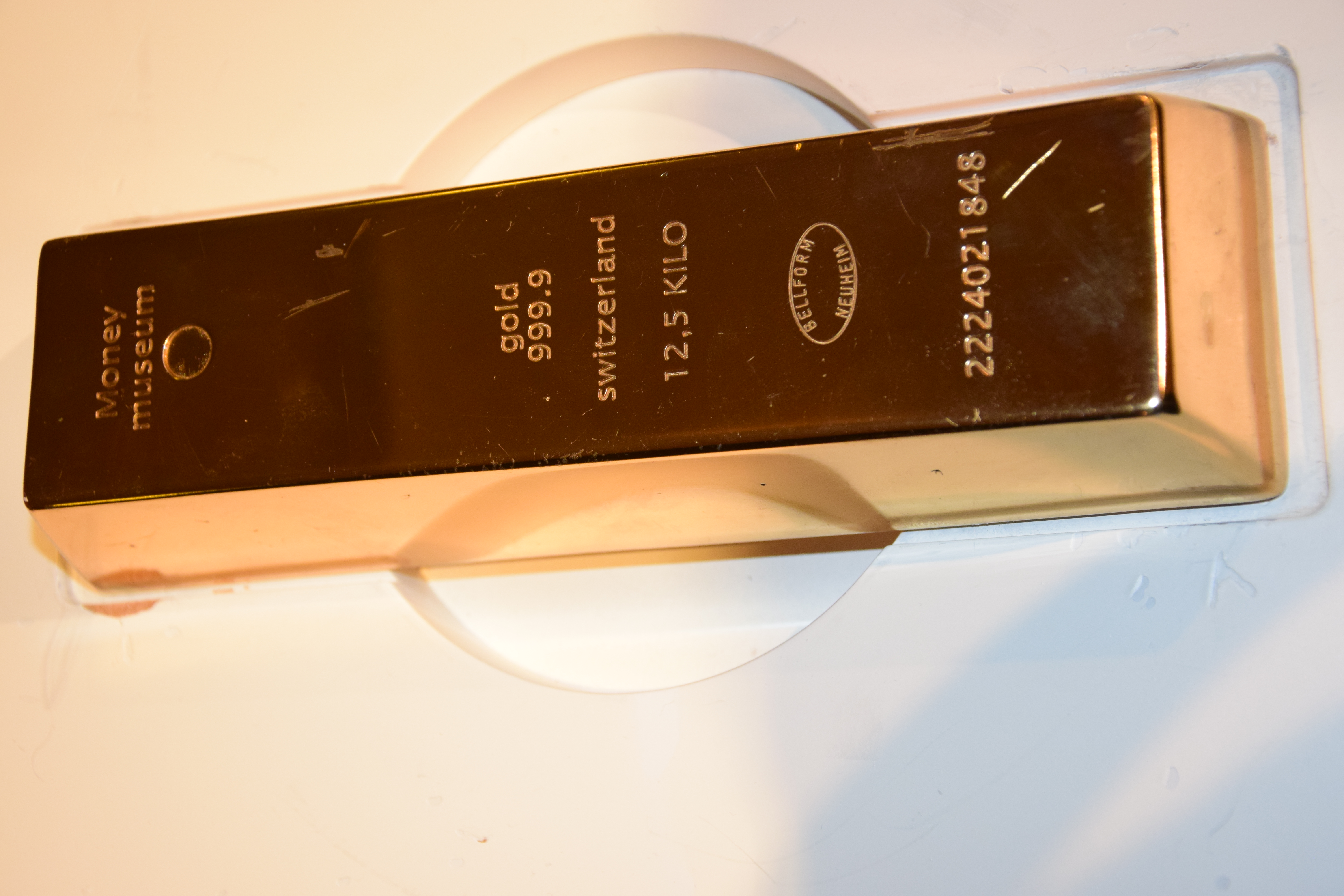
Xu hướng hồi hương vàng để dự trữ trong nước đã được chính phủ nhiều nước lên kế hoạch

Hồi hương vàng (Gold repatriation) đề cập đến kế hoạch của nhiều chính phủ khác nhau để mang số vàng được cất giữ bên ngoài quê hương về nước. Nhiều quốc gia sử dụng kho dự trữ ngoại hối ở nước ngoài để cất giữ và bảo quản an toàn một phần lượng vàng dự trữ (Kim lượng) của mình, phổ biến là dự trữ dưới dạng thỏi vàng. Năm 2014, một số nước châu Âu xuất hiện trào lưu trả lại số vàng cất giữ ở nước ngoài về nước chủ sở hữu. Ngân hàng trung ương Hà Lan đã giảm tỷ lệ vàng do Cục Dự trữ Liên bang New York nắm giữ từ 51% xuống 31%, Chính phủ Áo và Bỉ đã xem xét lại khả năng thực hiện các biện pháp tương tự.

## Tình hình
Vào tháng 1 năm 2013, Deutsche Bundesbank (Ngân hàng trung ương Đức) đã công bố kế hoạch hồi hương 300 tấn trong số 1.500 tấn dự trữ từ Mỹ và 374 tấn từ Pháp vào năm 2020, để dự trữ (1.695,3 tấn) lượng dự trữ chính thức của mình ở Frankfurt. Vào năm 2014, 122,5 tấn vàng dự trữ của Hà Lan đã được trả về Amsterdam từ New York, nơi chúng được cất giữ trong một kho tiền của Ngân hàng Dự trữ Liên bang New York; De Nederlandsche Bank, ngân hàng trung ương Hà Lan, nói rằng họ "cảm thấy rằng trong thời kỳ khủng hoảng tài chính, tốt hơn hết là nên cầm vàng trong tay". Song song đó, Hà Lan tiếp tục dự trữ vàng ở New York, Ottawa và Luân Đôn.
Trước năm 2012, Ngân hàng Trung ương Venezuela (Banco Central de Venezuela/BCV), nắm giữ khoảng 211 tấn trong số 365 tấn vàng dự trữ tại các ngân hàng Mỹ, Châu Âu và Canada. Tuy nhiên, vào tháng 1 năm 2012, Venezuela đã hoàn tất việc vận chuyển 160 tấn vàng miếng (trị giá khoảng 9 tỷ USD) về nước. Hoạt động này được Tổng thống Hugo Chávez ra lệnh vào tháng 8 năm 2011 và được Chủ tịch Ngân hàng Trung ương Nelson Merentes  giám sát. Đầu tháng 11 năm 2018, Ngân hàng Anh ở Luân Đôn đã từ chối việc cho rút 14 tấn vàng thuộc sở hữu của BCV theo yêu cầu của các quan chức hàng đầu của Hoa Kỳ, bao gồm Ngoại trưởng Mike Pompeo và Cố vấn An ninh Quốc gia Mỹ John R. Bolton, người đã vận động các đối tác Vương quốc Anh của Mỹ để giúp cắt đứt liên hệ của Chính phủ Venezuela khỏi khối tài sản ở nước ngoài của họ.